# Fani
Fani è un comune rurale del Mali facente parte del circondario di Bla, nella regione di Ségou.
Il comune è composto da 18 nuclei abitati:
- Dasso
- Dianso Falako
- Dianso Sobala
- Fani Gombougou
- Fani Marka
- Fani Nienesso
- Kodjie
- Mèna
- N'Tosso
- N'Tosso Séribougou
- Niabougou–Kanieké
- Ouoloni
- Talo Bamanan
- Talo Bozo
- Talo Mousasso
- Talo Peuhl
- Toukoro Marka
- Tounkan